# Obuhove, Talalaiivka
Obuhove (în ucraineană Обухове) este un sat în comuna Popovîcika din raionul Talalaiivka, regiunea Cernihiv, Ucraina.

## Demografie
Componența lingvistică a localității Obuhove
     Ucraineană (99,45%)
     Alte limbi (0,55%)
Conform recensământului din 2001, majoritatea populației localității Obuhove era vorbitoare de ucraineană (99,45%), existând în minoritate și vorbitori de alte limbi.